# Кримський похід на Московщину (1591)
Кримський похід на Московщину 1591 року — великий похід 150-тисячної кримсько-ногайської армії на чолі з Гази II Ґераєм на землі Московського царства, здійснений у 1591 році. У результаті кримське військо зазнало поразки в битві під стінами Москви і втекло, втративши в результаті до двох третин від своєї початкової чисельності. Цей похід був останнім, у якому війська Кримського ханства зуміли підійти до Москви.

## Вторгнення
Улітку 1591 року величезна кримськотатарська орда під проводом хана Гази Ґерая виступила в похід на Московське царство. Першими татарські полчища виявили станичні голови під Лівнами. Тульський і деділівський воєводи повідомили в Москву про появу поблизу кордону орди. Російський уряд вжив усіх заходів для відбиття ворожої навали. Усі «українні» воєводи отримали наказ негайно зібратися з полками в Серпухові, а звідти виступити до Москви, залишивши на «березі» невеличкий загін С. Колтовського для розвідки. 3 липня С. Колтовський зі своїм загоном прибув до Москви, де повідомив, що кримський хан із величезною ордою рухається прямо на Москву, не розпускаючи загонів для захоплення полонених. 2 липня кримська кіннота переправилася через річку Оку між Каширою і Серпуховом і рушила московською дорогою на столицю. Кримський хан Гази-Ґерай, що довідався про швидкий відступ російських військ до Москви і побоювався несподіваного удару, не став розпорошувати свої сили перед вирішальним боєм.

## Напередодні битви
Російське командування вирішило дати генеральний бій під стінами Москви. На чолі великої російської раті, зібраної під столицею, перебували воєводи: боярин князь Федір Іванович Мстиславський та конюший боярин Борис Федорович Годунов. Головні воєводи намагалися затримати наступ кримських військ і відправили на річку Пахру збірний загін під керівництвом князя Володимира Івановича Бахтеярова-Ростовського. Невеликий російський загін наголову був розбитий переважаючими силами кримського хана, сам князь Володимир Бахтеяров був поранений у бою. За цей час російське командування змогло зібрати під Москвою великий «обоз» — польове укріплення, схоже на «гуляй-город».

## Перебіг битви
Уранці 4 липня 1591 кримський хан Гази II Ґерай з ордою підійшов до столиці. Сам хан із головними силами розташувався в селі Котли, звідки послав свої передові загони в бій. Кримці напали на російські полки, що стояли в «обозі», але нічого не змогли досягти. Татарську кінноту розсіювали ружейно-гарматним вогнем, після чого дворянська кіннота завдавала контрудари по розпорошених ворожих лавах. Поступаючись тиску ворожих сил, російська кіннота відступила під захист польового укріплення, підставляючи ворога під обстріл. Бій припинився із заходом сонця. Уночі російські воєводи з «обозу» відправили 3-тисячний кінний загін Василя Янова в атаку на ханський табір в селі Коломенському. Стурбований російським нападом і гарматною стріляниною, кримський хан 6 липня почав поспішний відступ від російської столиці. Гази II Ґерай з ордою відступив від Москви на Серпухов, під яким переправився через річку Оку і продовжив свій відступ. Кримці втекли, залишивши більшу частину обозу. Російські кінні загони кинулися переслідувати відступаючого противника, наздогнали його біля Серпухова на Оці і гнали до Тули, винищуючи і взявши в полон сотні кримців. Окремі татарські «загони», які відокремилися від головних сил, були розгромлені в околицях Тули, Михайлова та Пронська. Російські кінні загони були послані в погоню за відступаючої і деморалізованою кримської ордою. В останніх боях із росіянами в «Полі» був поранений сам хан Гази II Ґерай, крім того були поранені принци Сафа Ґерай і Бахт Ґерай, племінники хана. Незабаром після походу Сафа Ґерай помер. Хан, проте, зумів зберегти і привести третину своєї армії до Криму. Вночі 2 серпня Гази II Ґерай прибув у Бахчисарай.

## Наслідки битви

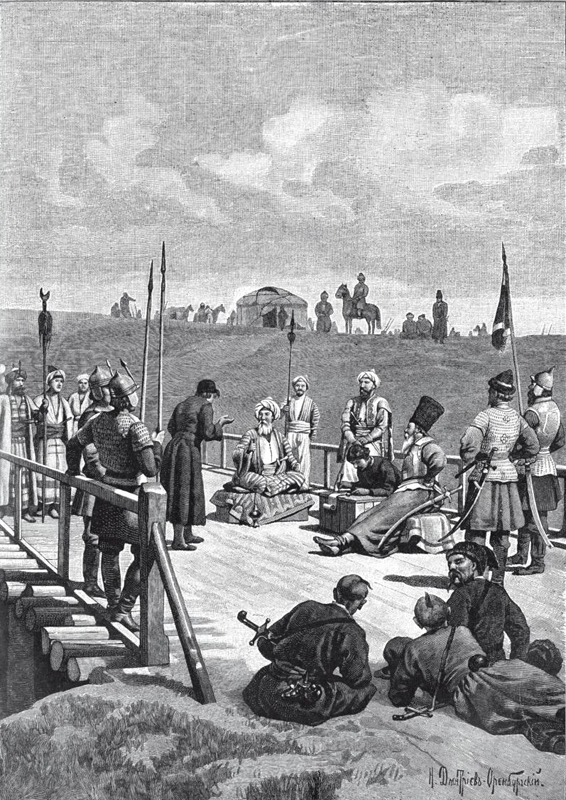
Переговори про мир ханського посла і князя Хворостиніна на мосту річки Сосни в 1593 р. Із малюнка Миколи Дмитрієва-Оренбурзького

Після поразки під Москвою кримський хан Гази II Ґерай писав російському царю Федору Івановичу про відновлення дружби і повідомляв навіть про свій намір проголосити повну незалежність від Османської держави, а також перенести свою державу на береги Дніпра, звідки буде служити Російської держави заслоном від османів, а також ходити війною на Річ Посполиту, якщо цар надішле йому скарбниці. Ці слова були покликані приспати пильність російської сторони. Тим часом, користуючись відсутністю російських військ, задіяних під Виборгом у війні зі шведами, кримське військо на чолі з калгу Феті-Ґераєм і Нуреддін Бахт-Ґераєм у 1592 році раптово напало на тульські, каширські та рязанські україни, пішовши з численним полоном і здобиччю. Після цього тон кримського хана знову став гордовитим. Він зажадав відновлення виплати поминок. Однак необхідність допомагати туркам у черговій австро-турецькій війні зробила хана знову поступливішим. Гази II Ґерай з дозволу султана влітку 1594 року уклав мирний договір із Російською державою.

## Пам'ять
В ознаменування перемоги за наказом царя Федора Івановича в 1591 році на місці розташування російського гуляй-міста був заснований Донський монастир.